# Zwetana Boschilowa
Zwetana Assenowa Boschilowa (bulgarisch Цветана Асенова Божилова; * 19. Oktober 1968 in Pasardschik) ist eine ehemalige bulgarische Judoka. Sie war 1999 Weltmeisterschaftsdritte in der offenen Klasse und Europameisterschaftszweite im Schwergewicht. Zwischen 1988 und 2004 gewann sie außerdem sechs Bronzemedaillen bei Europameisterschaften: 2004 im Schwergewicht, 1988, 1990, 1995, 2000 und 2003 in der offenen Klasse.

## Sportliche Karriere
Die 1,72 m große Zwetana Boschilowa kämpfte im Schwergewicht oder in der offenen Klasse. Ihre erste internationale Medaille gewann sie bei den Europameisterschaften 1988 in Pamplona, als sie Dritte in der offenen Klasse war. Zwei Jahre später bei den Europameisterschaften 1990 in Frankfurt am Main gewann sie Bronze in der offenen Klasse und belegte den fünften Platz im Schwergewicht. 1991 erreichte sie im Schwergewicht das Viertelfinale bei den Weltmeisterschaften in Barcelona. Nach ihrer Niederlage gegen die Polin Beata Maksymow schied sie im ersten Kampf der Hoffnungsrunde aus.
Ihre nächste internationale Medaille gewann Boschilowa bei den Europameisterschaften 1995 in Birmingham. Während sie im Schwergewicht den siebten Platz belegte, erreichte sie in der offenen Klasse das Halbfinale. Dort unterlag sie der Rumänin Simona Richter, gewann aber den Kampf um Bronze gegen die Ungarin Éva Gránitz. Bei den Weltmeisterschaften 1995 in Chiba schied sie im Schwergewicht gegen die Deutsche Johanna Hagn und in der offenen Klasse gegen Beata Maksymow jeweils im Achtelfinale aus. 1997 belegte Boschilowa bei den Militärweltmeisterschaften den zweiten Platz im Schwergewicht.
1999 bei den Europameisterschaften in Bratislava bezwang Boschilowa im Halbfinale des Schwergewichts die Italienerin Clementina Papa und verlor erst im Finale gegen die Russin Irina Rodina. In der offenen Klasse belegte Boschilowa den siebten Platz. Viereinhalb Monate später bei den Weltmeisterschaften 1999 in Birmingham belegte Boschilowa den siebten Platz im Schwergewicht, wobei sie bereits im Achtelfinale die Europameisterin Irina Rodina bezwungen hatte. In der offenen Klasse unterlag sie im Halbfinale der Japanerin Miho Ninomiya, den Kampf um Bronze gewann Boschilowa gegen die Russin Swetlana Gundarenko.
Bei den Europameisterschaften 2000 in Breslau belegte Boschilowa im Schwergewicht den fünften Platz, nachdem sie im Halbfinale gegen die Britin Karina Bryant und im Kampf um Bronze gegen Johanna Hagn verloren hatte. In der offenen Klasse verlor sie im Halbfinale gegen die Italienerin Lucia Morico, gewann aber den Kampf um Bronze gegen die Britin Simone Callender. Bei den Olympischen Spielen 2000 schied Boschilowa nach 2:57 Minuten gegen Lee Hsiao-Hung aus Chinesisch Taipeh aus.
2001 belegte Boschilowa den siebten Platz im Schwergewicht bei den Weltmeisterschaften. Im Jahr darauf erreichte sie bei den Europameisterschaften in Maribor den fünften Platz im Schwergewicht und den siebten Platz in der offenen Klasse. 2003 erreichte sie bei den Europameisterschaften in Düsseldorf das Halbfinale in der offenen Klasse und verlor gegen Irina Rodina, den Kampf um Bronze gewann sie gegen Simone Callender. Bei den Weltmeisterschaften 2003 verlor sie in beiden Gewichtsklassen im Achtelfinale.
2004 bei den Europameisterschaften in Bukarest unterlag sie im Schwergewichts-Halbfinale der Britin Karina Bryant. Mit einem Sieg über die Italienerin Barbara Andolina sicherte sich Boschilowa Bronze. Ihr zweiter Olympiastart 2004 in Athen dauerte noch kürzer als der vier Jahre zuvor. Nach 1:30 Minuten schied sie gegen die Mexikanerin Vanessa Martina Zambotti aus. Boschilowa blieb auch danach noch international aktiv. 2005 war sie Siebte bei den Weltmeisterschaften, 2008 erreichte sie noch einmal den siebten Platz bei den Europameisterschaften.
Boschiliwa gewann insgesamt von 2000 bis 2011 dreizehn bulgarische Meistertitel. Von 2000 bis 2002 siegte sie im Schwergewicht und in der offenen Klasse. Von 2005 bis 2011 gewann sie sieben Titel im Schwergewicht.